# 博巴-迪蒙塔尼亚
博巴-迪蒙塔尼亚是葡萄牙布拉加区的一个堂区。总面积9.91平方公里，总人口1255人，人口密度126.6人/平方公里。